# Barbara Veitová
Barbara Veit(ová) (1947, Mnichov – 21. července 2016) byla německá novinářka a spisovatelka především knih pro děti a mládež, píšící rovněž pod pseudonymem Felicitas Mayall(ová).

## Život
Barbara Veitová se narodila v Mnichově a vyrostla ve Wiesbadenu a Hamburku. Vystudovala žurnalistiku a politologii a byla absolventkou Německé školy žurnalistiky, jedné z nejprestižnějších novinářských škol v Německu. Poté pracovala několik let jako redaktorka v Süddeutsche Zeitung a od roku 1978 byla svobodnou spisovatelkou.
Roku 1995 se provdala za Australana Paula Mayalla a poté žila střídavě v Austrálii a v jižním Bavorsku v Prien am Chiemsee.
Barbara Veitová byla především autorkou knih pro děti a mládež. Pro malé děti psala populárně-naučné knížky, pro větší především dobrodružné příběhy. Vydávala je, stejně jako díla literatury faktu, pod svým vlastním jménem. Pod pseudonymem Felicitas Mayall(ová) pak psala detektivky s komisařkou Laurou Gottbergovou.
Zemřela 21. července 2016.

## Výběrová bibliografie

### Knihy pro děti
- Umweltbuch für Kinder (1986),
- Dritte-Welt-Buch für Kinder (1988),
- Rolli, der Seehund (1999, Tuleň Rolli),
- Zack der Hase (1999, Zajíc Janek),
- Tschilp der Spatz (2000, Vrabčák Pepík),
- Pieks, der Igel (2002),
- Quak, der Frosch (2002, Žabák Kvak),
- Kleiner Paul ganz gross (2002),
- Milli, die Maus (2003 Myška Milli),
- Brumm, die Bärin (2003, Medvěd Bručoun),
- Flux, der Fuchs (2004),
- Lilli, der Schmetterling (2004),
- Zauber der Sonne: Momente voller Licht und Wärme (2004),
- Von der Schnecke, die wissen wollte, wer ihr Haus geklaut hat (2005, O hlemýžďici, která chtěla vědět, kdo ukradl její domeček).

### Knihy pro mládež
- Wo geht's lang, Jule? (1980),
- Anna und die Insel der Dämonen (1983),
- Hinter dem Regenbogen (1990),
- Das Grosse Feuer (1997, Velký oheň), dobrodružný příběh o divoké australské přírodě a mezilidských vztazích.
- Im Schatten der Feuerberge (1999),
- Das Mädchen im Eukalyptusbaum (2000),
- Traumsucher (2001),
- Gefangene der Nacht (2001),
- Regenwaldfieber (2003,)
- Hannah liebt nicht mehr (2004),
- Sarah & Kim (2006).

### Detektivní romány
- Nacht der Stachelschweine, Laura Gottbergs erster Fall (2003, Noc dikobrazů).
- Wie Krähen im Nebel, Laura Gottbergs zweiter Fall (2005, Jako vrány v mlze).
- Die Löwin aus Cinque Terre, Laura Gottbergs dritter Fall (2006, Lvice z Cinque Terre).
- Wolfstod, Laura Gottbergs vierter Fall (2007, Smrt vlka).
- Hundszeiten, Laura Gottbergs fünfter Fall (2008, Psí doby).
- Die Stunde der Zikaden, Laura Gottbergs sechster Fall (2009, Hodina cikád).
- Nachtgefieder, Laura Gottbergs siebter Fall (2011, Noční peří).
- Zeit der Skorpione, Laura Gottbergs achter Fall (2012, Čas škorpiónů).
- Schwarze Katzen, Laura Gottbergs neunter Fall (2014, Černé kočky).